# Bokermannohyla clepsydra
Bokermannohyla clepsydra är en groddjursart som först beskrevs av Lutz 1925.  Bokermannohyla clepsydra ingår i släktet Bokermannohyla och familjen lövgrodor. IUCN kategoriserar arten globalt som otillräckligt studerad. Inga underarter finns listade.